# Dholarwa
Dholarwa fou un petit estat tributari protegit de l'agència de Kathiawar al sud de la península, regió de Gujarat, presidència de Bombai. Estava format per un únic poble amb un únic tributari.
Els ingressos estimats eren de 200 lliures i el tribut era pagat quant a 10,6 llires al Gaikwar de Baroda i quant a 2,6 lliures al nawab de Junagarh.